# Discografie van Young Ellens
Hieronder volgt de discografie van de Nederlandse rapper Young Ellens, met name zijn albums en zijn nummers met een notering in een hitlijst. 

## Albums
| Album        | Verschijnen      | Label              | Hitlijsten | Hitlijsten | Hitlijsten | Hitlijsten | Opmerkingen |
| Album        | Verschijnen      | Label              | BE (VL)    | BE (VL)    | NL         | NL         | Opmerkingen |
| Album        | Verschijnen      | Label              | Piek       | Weken      | Piek       | Weken      | Opmerkingen |
| ------------ | ---------------- | ------------------ | ---------- | ---------- | ---------- | ---------- | ----------- |
| Practice     | 30 november 2017 | Freebandz          | —          | —          | —          | —          | Studioalbum |
| Practice 2   | 5 oktober 2018   | Rotterdam Airlines | 150        | 1          | 8          | 4          | Studioalbum |
| Young Ellens | 10 april 2020    | Rotterdam Airlines | —          | —          | 17         | 7          | Studioalbum |
| 419          | 21 november 2021 | Rotterdam Airlines | —          | —          | 54         | 1          | Studioalbum |

## Nummers met notering(en) in een hitlijst
| Lied                                                          | Verschijnen       | Album             | Hitlijsten | Hitlijsten | Hitlijsten  | Hitlijsten  | Hitlijsten   | Hitlijsten   | Opmerkingen                   |
| Lied                                                          | Verschijnen       | Album             | BE (VL)    | BE (VL)    | NL (Top 40) | NL (Top 40) | NL (Top 100) | NL (Top 100) | Opmerkingen                   |
| Lied                                                          | Verschijnen       | Album             | Piek       | Weken      | Piek        | Weken       | Piek         | Weken        | Opmerkingen                   |
| ------------------------------------------------------------- | ----------------- | ----------------- | ---------- | ---------- | ----------- | ----------- | ------------ | ------------ | ----------------------------- |
| Bella ciao                                                    | 25 mei 2018       | Practice 2        | —          | —          | —           | —           | 27           | 11           |                               |
| Geen limiet (met Frenna)                                      | 30 juli 2018      | —                 | —          | —          | —           | —           | 53           | 4            |                               |
| Pray for job (met Jonna Fraser, Sevn Alias en MocroManiac     | 3 augustus 2018   | —                 | —          | —          | tip9        | —           | 26           | 4            |                               |
| Ik zweer het je (met 3robi en Esko)                           | 14 september 2018 | Practice 2        | tip        | —          | —           | —           | 21           | 7            | Goud in Nederland             |
| Diamonds (met Frenna)                                         | 5 oktober 2018    | Practice 2        | —          | —          | —           | —           | 63           | 1            |                               |
| Dinnertime (met Esko)                                         | 5 oktober 2018    | Practice 2        | —          | —          | —           | —           | 81           | 1            |                               |
| Voor de lol (met Esko)                                        | 5 oktober 2018    | Practice 2        | —          | —          | —           | —           | 97           | 1            |                               |
| Huts (met The Blockparty, Esko, Mouad Locos, JoeyAK en Chivv) | 9 november 2018   | —                 | 35         | 6          | 16          | 10          | 1 (2 wkn)    | 25           | Driemaal platina in Nederland |
| Señorita (met Josylvio, Kevin en BKO)                         | 9 november 2018   | —                 | —          | —          | —           | —           | 17           | 8            | Platina in Nederland          |
| SVP (met Boef, JoeyAK en Sevn Alias)                          | 11 januari 2019   | 93 (van Boef)     | tip10      | —          | —           | —           | 6            | 9            |                               |
| De prijs (met Bollebof en Chivv)                              | 1 maart 2019      | —                 | —          | —          | —           | —           | 36           | 4            |                               |
| First day out                                                 | 28 juni 2019      | —                 | —          | —          | —           | —           | 28           | 4            |                               |
| Donker                                                        | 2 augustus 2019   | —                 | —          | —          | —           | —           | 51           | 3            |                               |
| Spijker (met LA$$A, Frsh en LouiVos)                          | 30 augustus 2019  | Ka$$a (van LA$$A) | —          | —          | —           | —           | 74           | 2            |                               |
| Schuif (met LA$$A, Ashafar en Sjaak)                          | 18 oktober 2019   | Ka$$a (van LA$$A) | —          | —          | —           | —           | 38           | 6            | Goud in Nederland             |
| Juppig (met Childsplay en Geechi)                             | 3 januari 2020    | —                 | —          | —          | —           | —           | 93           | 1            |                               |
| Mami (met Dyna en KM)                                         | 21 februari 2020  | —                 | —          | —          | —           | —           | 95           | 1            |                               |
| Bijpakken (met LA$$A, Bizzey, Jebroer en Poke)                | 4 februari 2022   | —                 | —          | —          | —           | —           | 92           | 1            |                               |
| Deze is down (met LA$$A, Bizzey en Alessio)                   | 4 januari 2023    | —                 | —          | —          | —           | —           | 63           | 4            |                               |
| Si maatje (met Mensa, SRNO en Anthony Kruijver)               | 12 juli 2024      | —                 | —          | —          | —           | —           | 37           | 3            |                               |
| Maak me nou niet gek (met Mensa en LA$$A)                     | 21 februari 2025  | —                 | —          | —          | —           | —           | 72           | 1            |                               |